# 신양중학교 (충남)
신양중학교(新陽中學校)는 대한민국 충청남도 예산군 신양면 신양리에 있는 사립 중학교이다.

## 학교 연혁
- 1956년 2월 8일 : 수덕중학교 설립인가
- 1956년 5월 12일 : 수덕중학교 개교
- 1957년 7월 4일 : 신양중학교로 교명 변경
- 1984년 8월 3일 : 학교법인 수덕학원 박은종 이사장 취임
- 1986년 7월 10일 : 학교법인 송암학원 법인 명칭 변경
- 2023년 3월 1일 : 문준걸 교장 취임
- 2024년 4월 29일 : 학교법인 송암학원 박우인 이사장 취임

## 참고 자료
- 신양중학교 - 한국교육학술정보원 학교알리미